# Philodromus mexicanus
Philodromus mexicanus este o specie de păianjeni din genul Philodromus, familia Philodromidae, descrisă de Charles Denton Dondale și Redner, 1969. Conform Catalogue of Life specia Philodromus mexicanus nu are subspecii cunoscute.